# Garimpeiro

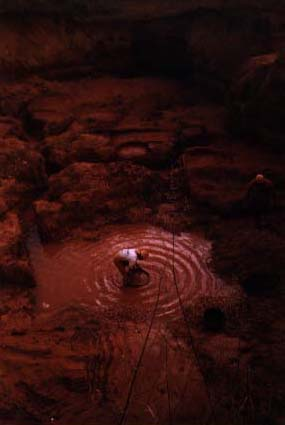
Garimpeiro extrayendo diamantes en el estado de Mato Grosso, Brasil.

Un garimpeiro (voz de origen portugués) es un buscador ilegal[cita requerida] de piedras preciosas en garimpos, explotaciones manuales o mecanizadas en sitios distantes.

## Descripción
Los garimpeiros son obreros mineros ilegales que utilizan máquinas como los monitores hidráulicos en búsqueda de aluviones y el mercurio, como sustancia para amalgamar el oro. Ambos usos dañan gravemente el medio ambiente y la salud de las comunidades afectadas. Muchas veces, grandes empresas transnacionales esperan que les consigan una veta de gran tamaño, para comprar acciones en concesiones mineras de dudosa legalidad, como lo son las adjudicadas en áreas protegidas. En los ecosistemas tropicales lluviosos, como los de Guayana y Amazonas en Venezuela; Guainía, Vaupés y Amazonas en Colombia; y el gigantesco Estado de Amazonas en Brasil. El impacto ambiental de la deforestación y los movimientos de tierra que causan son inmensos: se llega a extraer una tonelada de tierra y sedimento removido para obtener cinco gramos de oro. Si usan cianuro, en vez de mercurio, la situación se agrava.  El producto final separado lo extraen de la región con un impuesto ínfimo y sin deja siquiera algún valor agregado.

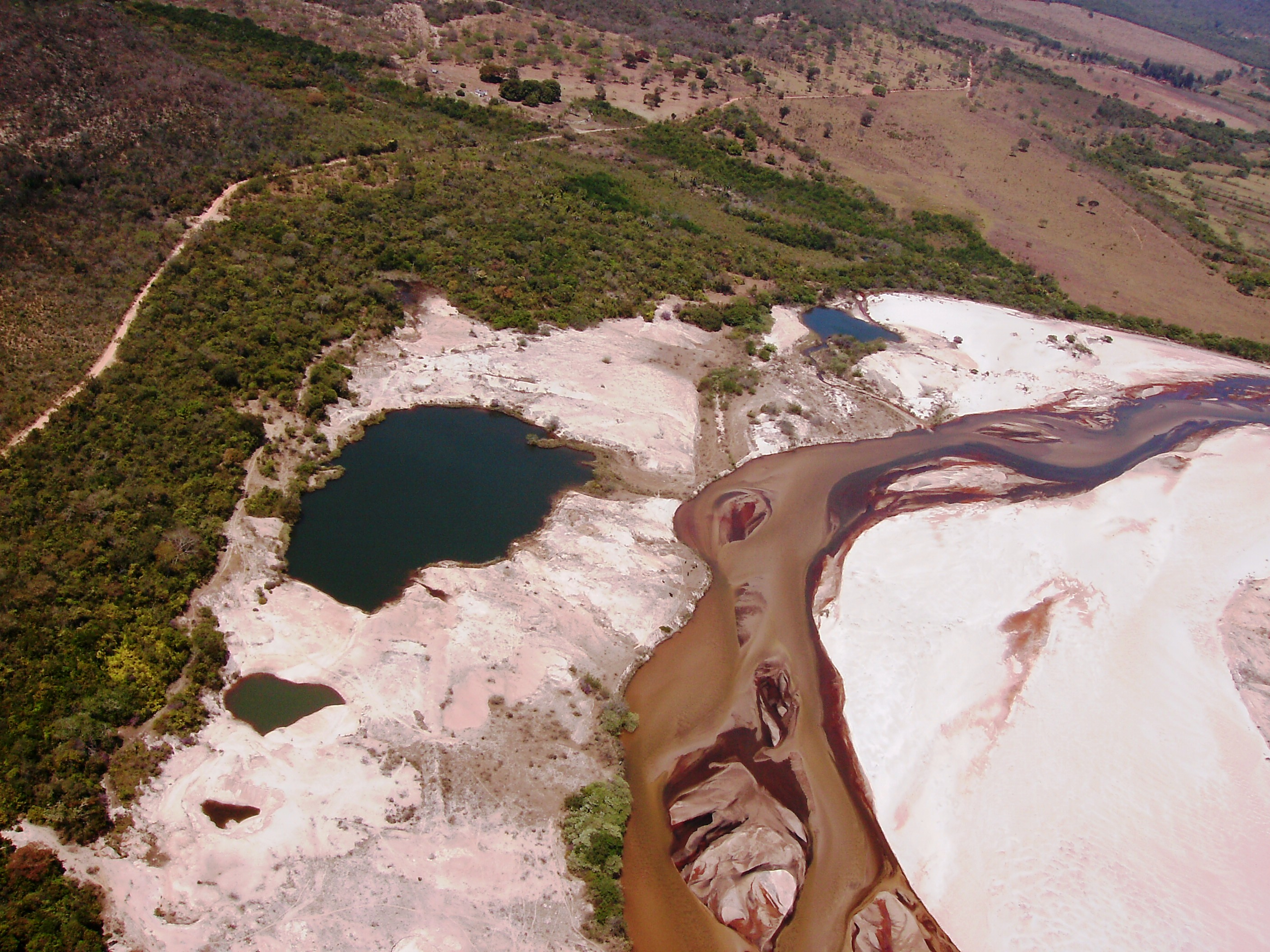
Río desviado por garimpeiros.

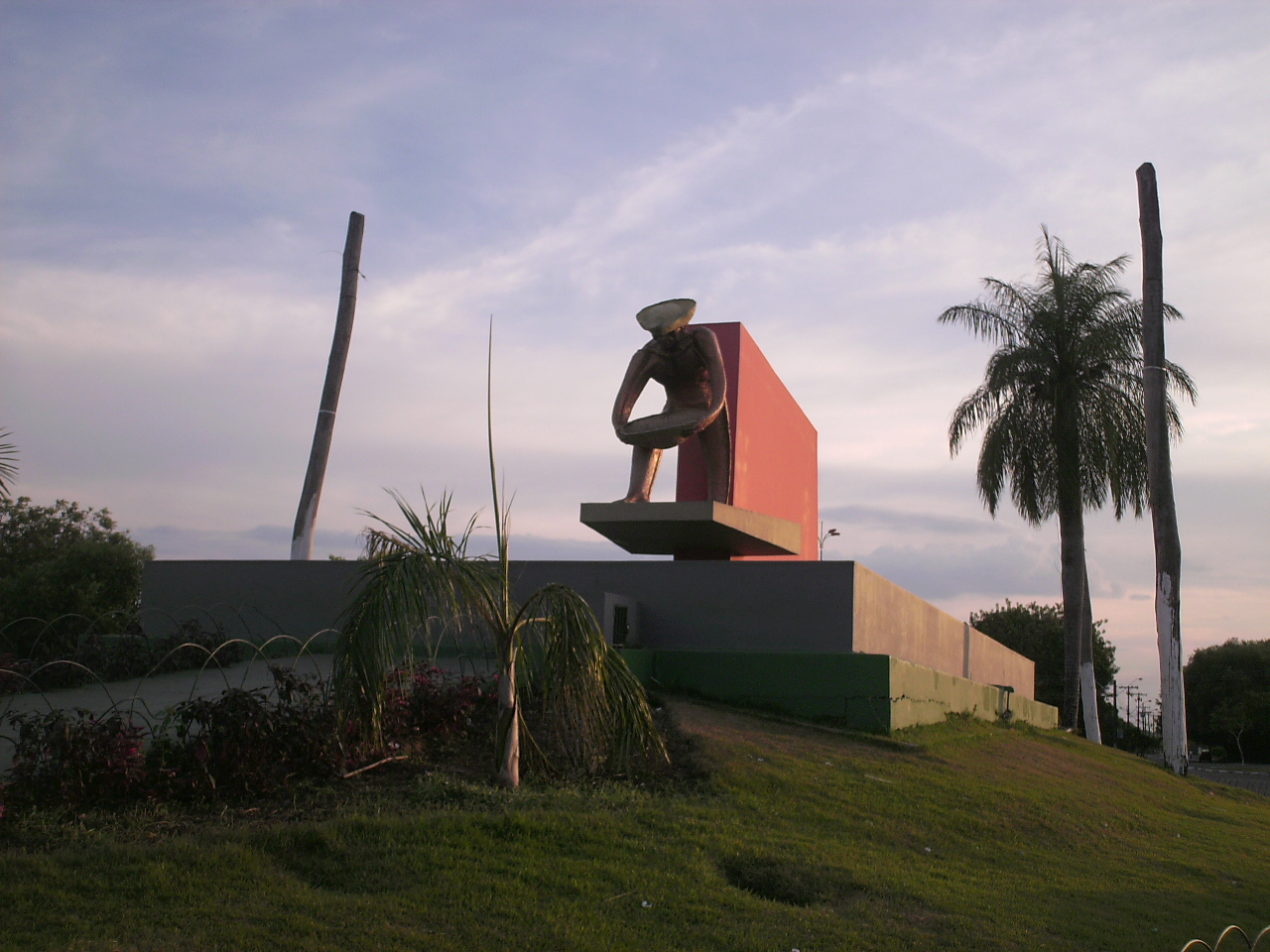
Monumento a los Garimpeiros, Boa Vista, Brasil.

Estos trabajadores ilegales han llegado a tomar acciones violentas contra las autoridades que conservan el medio ambiente y contra los habitantes de las zonas a explotar, en su mayoría indígenas amazónicos, en riesgo de extinción cultural.
La explotación minera ha llevado al total desequilibrio ecológico, donde muchos de los ríos que intervienen están contaminados con mercurio y crean lagos de agua aislada, lecho de muerte o causa de contaminación e intoxicación para animales que habitan las zonas infectadas. Un caso típico es el de pavón del Caroní (Cichla temensis) de Venezuela, hoy día en gran parte contaminado.